# Липське (Росія)
Липське (рос. Липское) — присілок в Бологовському районі Тверської області Російської Федерації.
Населення становить 14 осіб. Входить до складу муніципального утворення Валдайське сільське поселення.

## Історія
Від 2005 року входить до складу муніципального утворення Валдайське сільське поселення.

## Населення
| 2010 |
| ---- |
| 14   |